# Gaston Bussière

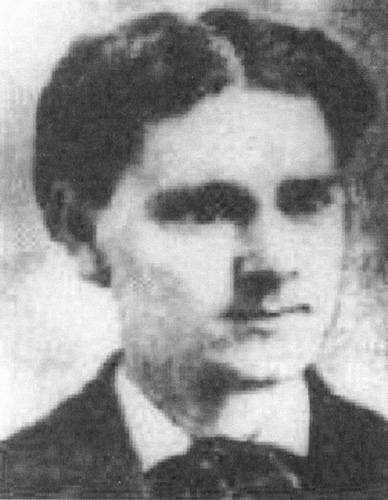
Gaston Bussière (1889)

Gaston Bussière (* 24. April 1862 in Cuisery; † 29. Oktober 1928 oder 1929 in Saulieu) war ein französischer Maler und Illustrator.

## Leben
Bussière besuchte die École des Beaux-Arts in Lyon und ging danach nach Paris, um sich unter Alexandre Cabanel weiterzubilden. Er ließ sich überwiegend von seinen Zeitgenossen inspirieren, insbesondere von Gustave Moreau und dem um diese Zeit aufkommenden Symbolismus. Seine Bilder und Graphiken haben oft französische Legenden oder nordische Mythen zum Thema wie die Nibelungen, Tristan und Isolde, Merlin, das Rolandslied, aber auch Romeo und Julia, Ophelia oder Salomé. Oft finden sich teils sehr erotische Walküren in seinem Werk.
Bussière war vorübergehend Anhänger des Joséphin Péladan und stellte auch mindestens zweimal seine Bilder im Salon de la Rose-Croix aus.

## Illustrierte Bücher (Auswahl)
- Honoré de Balzac Splendeurs et Miseres des Courtisanes. (Glanz und Elend der Kurtisanen) Paris (ca. 1896). Mit 16 gestochenen Illustrationen nach Vorlagen von Gaston Bussiere.
- Gustave Flaubert: La Légende de Saint-Julien l'hospitalier (Die Legende von Sankt Julian dem Gastfreien). Mit 20 Zeichnungen und Gravüren von Gaston Bussière. Paris 1912
- Gustave Flaubert: Herodias. Mit 20 Schwarz-Weiß-Radierungen, Auflage 1000 Exemplare
- Theophile Gautier: Emaux et Camees Paris 1923

## Werke (Auswahl)

Gemälde von Gaston Bussière (Auswahl)
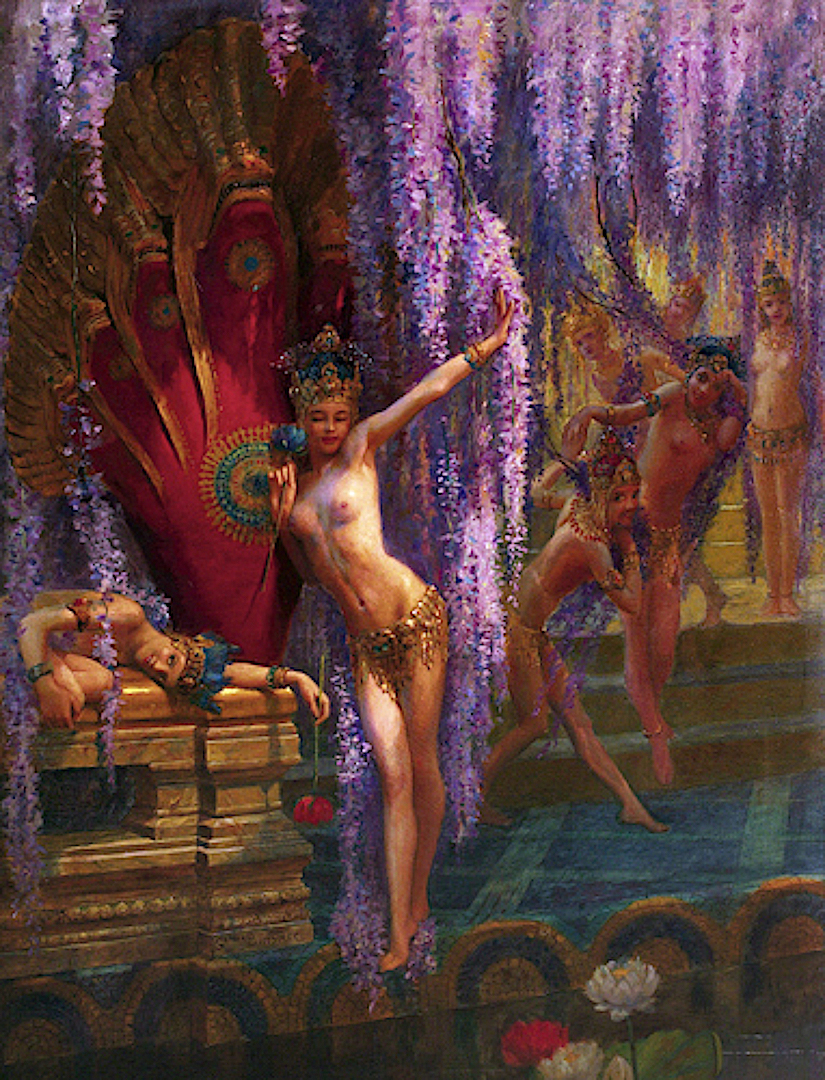
Exotic Dancers, ca. 1880
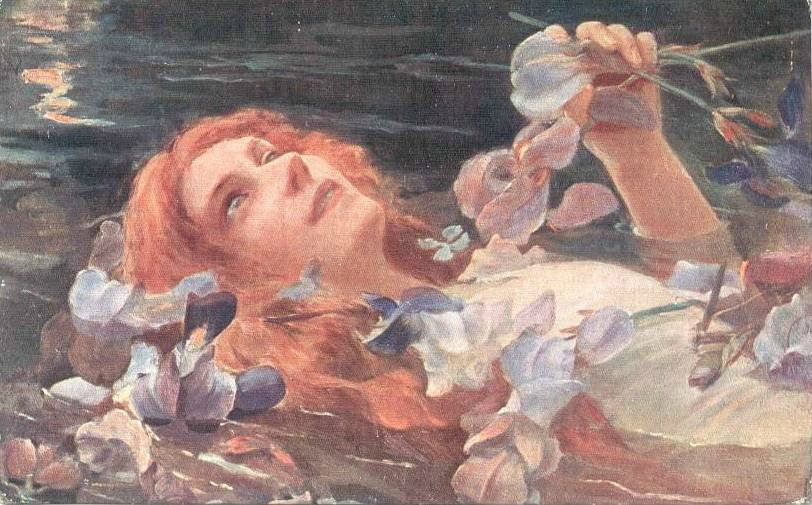
Ophelia, ca. 1900
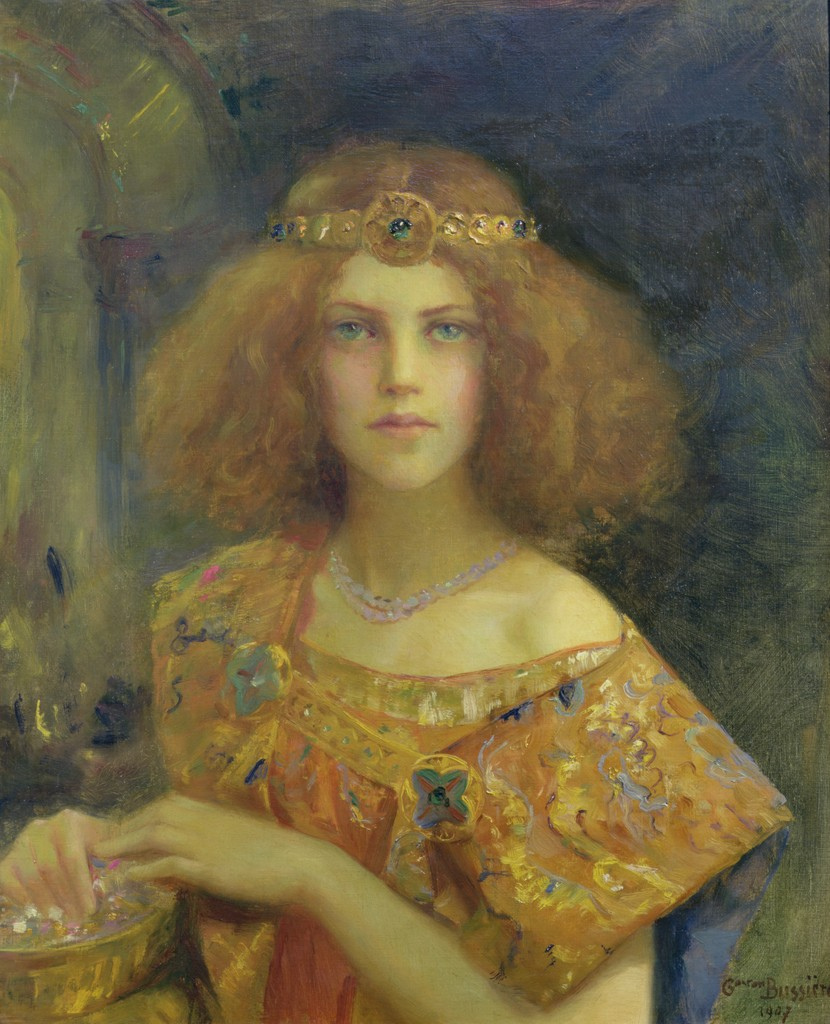
Salammbô, 1907
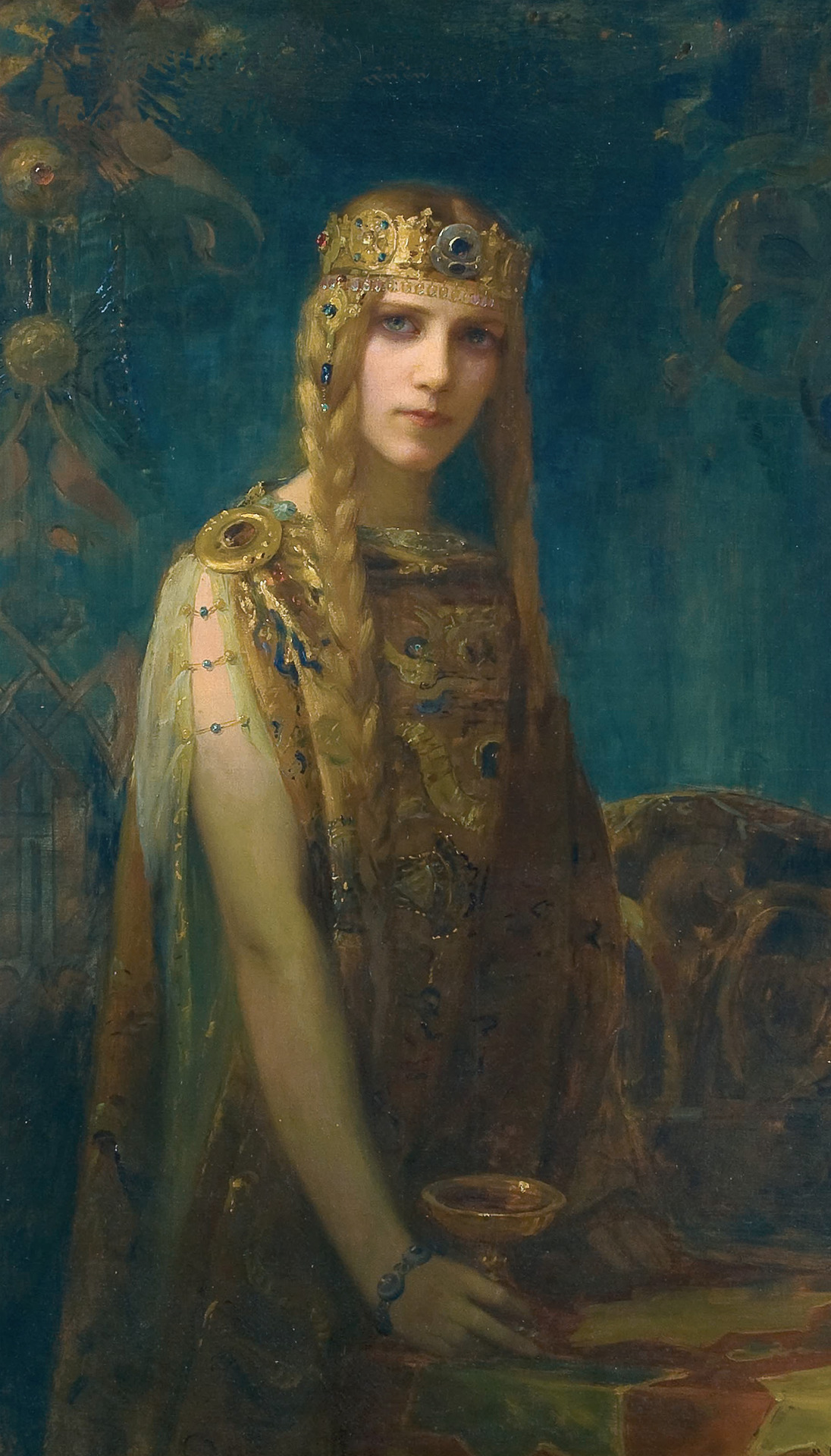
Isolde, 1911
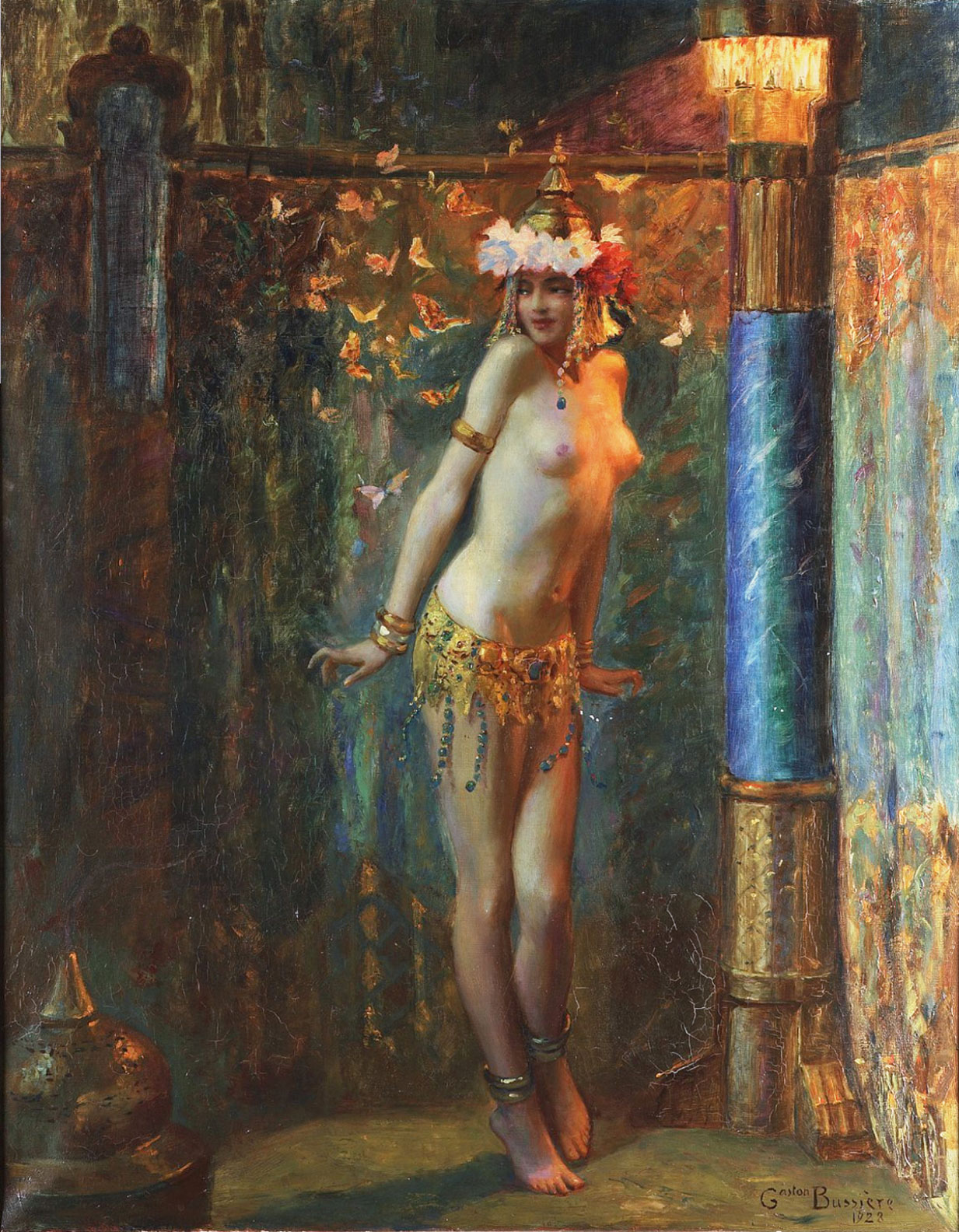
Tanz der Salome, 1923
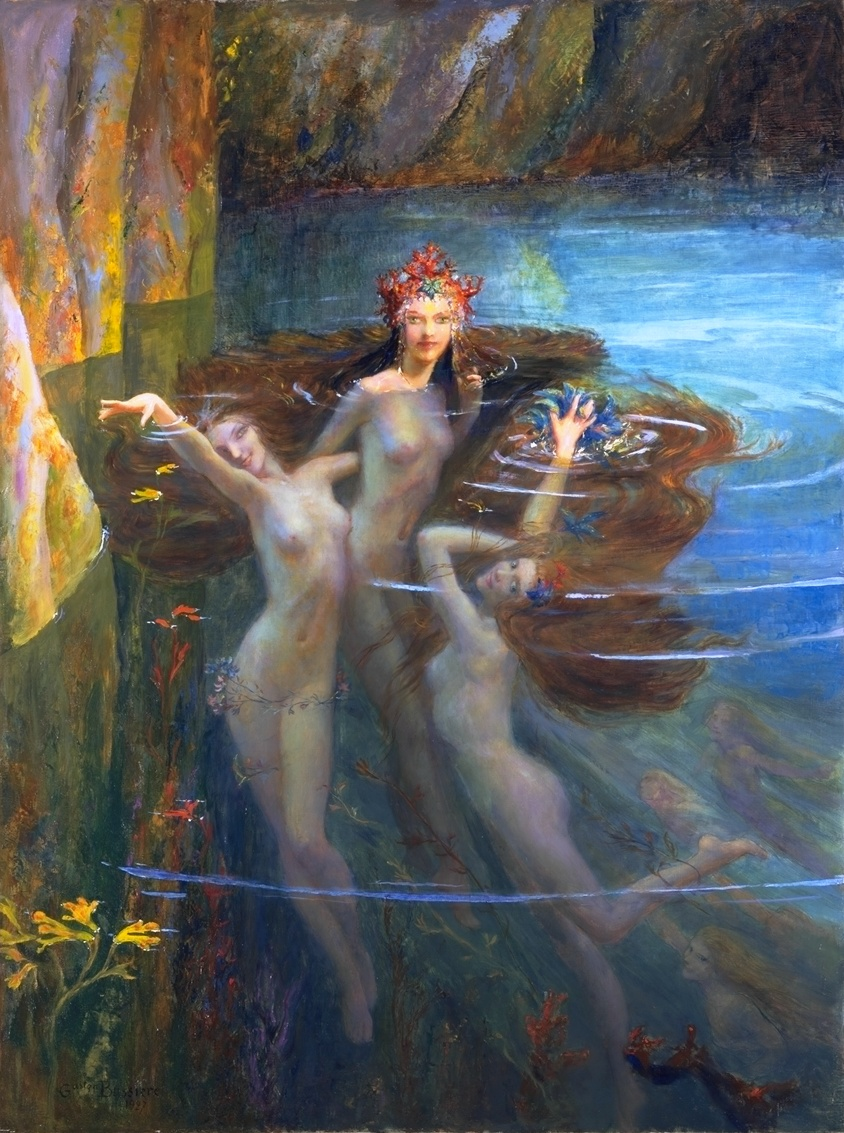
Nereiden, 1927